# Бюльштедт
Бюльштедт (нем. Bülstedt) — община в Германии, в земле Нижняя Саксония.
Входит в состав района Ротенбург-на-Вюмме. Подчиняется управлению Тармштедт. Население составляет 732 человека (на 31 декабря 2010 года). Занимает площадь 25,53 км².
Коммуна подразделяется на 3 сельских округа.